# 1965 v letectví
Tento článek obsahuje seznam událostí souvisejících s letectvím, které proběhly roku 1965.

## Události

### Květen
- 1. května – Lockheed YF-12 dosahuje nového světového rychlostního rekordu 3 331 km/h
- 26. května – ve věku 82 let umírá Sir Geoffrey de Havilland

## První lety

### Únor
- 25. února – Douglas DC-9
- 27. února – Antonov An-22

### Duben
- 2. dubna – Partenavia Oscar
- 15. dubna – Aérospatiale Puma, prototyp SA 330 [1]
- 22. dubna – Transavia PL-12 Airtruk

### Květen
- 7. května – Canadair Dynavert
- 18. května – General Dynamics–Grumman F-111B
- 20. května – de Havilland Canada DHC-6 Twin Otter

### Červen
- 2. června – Aerotec Uirapuru
- 4. června – Nanchang Q-5
- 13. června – Britten-Norman Islander

### Červenec
- 1. července – Zlín Z-135
- 16. července – North American Rockwell OV-10 Bronco[2]
- 19. července – Breguet Atlantic

### Září
- 7. září – Bell AH-1 Cobra
- 27. září – A-7 Corsair II

### Listopad
- Agusta A.106